# Carbajosa de la Sagrada
Carbajosa de la Sagrada là một đô thị ở tỉnh Salamanca, phía tây Tây Ban Nha, cộng đồng tự trị Castile-Leon. Đô thị này có cự ly only 4 kilômét so với thành phố Salamanca với dân số năm 2008 là 5000 người. Đô thị này có diện tích 13,71 km².
Đô thị này nằm trên khu vực có độ cao 789 mét trên mực nước biển.
Mã số bưu chính là 37188.
==Tham khảo==